# دعبل أخو دهبل (مسلسل)
دعبل أخو دهبل مسلسل كوميدي تونسي بث على قناة  تونس 7 في رمضان 1995، وهو من تأليف علي محسن العرفاوي وعزت آدم، وإخراج نور الدين شوشان، وإنتاج مؤسسة الإذاعة والتلفزة التونسية.

## القصة
تدور أحداث المسلسل حول دعبل وطرائفه ومواقفه مع من حوله، على غرار مغامرات جحا ونوادره القديمة، إضافة إلى حكاياته مع شقيقه التوأم دهبل وزوجتيْهما.

## الشخصيات
- عبد اللطيف خير الدين: «دعبل»
- أنور العياشي: «دهبل»
- الفاضل قلنزة: «نسيم»
- فاطمة بالعربي: «قارعة»
- سندس حمو: «هُذيلة» زوجة دعبل
- كوثر الباردي: «نفيسة» زوجة دهبل
- سلمى الحفصي: «زعفرانة» زوجة نسيم
- فوزية بو معيزة: «عزيزة اللبانة»
- علي الورغي: «خردلة»
- علي بنور: «ابن مالك» الشرطي